# Козяровський Сергій Володимирович
Сергі́й Володи́мирович Козяро́вський — солдат Збройних сил України, розвідник.

## Нагороди
За особисту мужність, сумлінне та бездоганне служіння Українському народові, зразкове виконання військового обов'язку відзначений — нагороджений
- орденом «За мужність» III ступеня (3.11.2015).